# Boredale Beck
Der Boredale Beck ist ein Fluss im Lake District, Cumbria, England. Der Boredale Beck entsteht an der Nordseite der Angletarn Pikes. Der Fluss fließt hier unter dem Namen Freeze Beck. Der Fluss nimmt auf seinem Lauf in nördlicher Richtung noch die kurzen Zuläufe des Blue Gill und Redgate Gill auf und ändert mit dem Erreichen des Tals seinen Namen in Boredale Beck. Der Fluss fließt weiter in einer nördlichen Richtung und vereinigt sich südlich des Sees Ullswater mit dem Howegrain Beck zum Sandwick Beck.